# Vincent van Warmerdam
Vincent van Warmerdam (Haarlem, 4 april 1956) is een Nederlandse gitarist, componist, theatermaker en schrijver.

## Orkater
In 1972 sloot hij zich, samen met zijn broers Alex van Warmerdam en Marc van Warmerdam, aan bij het Hauser Kamerorkest, wat later veranderde in Hauser Orkater (en weer later in De Mexicaanse Hond en Orkater). Deze groepen brachten een mengeling van absurd theater, bijzondere beelden en eigenzinnige popmuziek op het podium en waren daarmee zeer succesvol in binnen- en buitenland.  
Hij initieerde muziektheatervoorstellingen voor Orkater, o.a. Wie vermoordde Mary Rogers?, De Formidabele Yankee, The Prefab Four en Blackface. Hij verliet het gezelschap in 2010.

## Overig
Hij maakte met Michel Sluysmans diverse muziektheatervoorstellingen en componeerde voor onder meer het Concertgebouworkest, het Nederlands Blazers Ensemble, het Metropole Orkest, en Het Nationale Toneel. Hij werkte samen met muzikanten als Tim Knol en Hennie Vrienten met als Kees van Kooten en Guus Kuijer. Verder maakte Van Warmerdam muziek voor talloze films en diverse tv-programma's, zoals Jiskefet (1997) en schreef hij met Kees Prins het Ajax-clublied 'Mijn Club’. 
Hij speelde in diverse bands waaronder Just like Eddie (met Eddie B. Wahr) en tot op heden in Mr. Ferocious. Van Warmerdam debuteerde als schrijver met De plectrumfabriek (De Geus, 2016), gevolgd door Boxgeur (De Geus, 2020) en De Hondenuitlaatster (Storytel Original, 2022).

## Prijzen en nominaties
- 1980 Hauser Orkater - Prix de la Critique voor Zie de Mannen Vallen, beste buitenlandse voorstelling Frankrijk
- 1985 De Mexicaanse Hond - CJP Podiumprijs voor De Wet van Luisman
- 1986 Zilveren Lessenaar voor Abel, beste filmmuziek
- 1988 De Mexicaanse Hond - Albert van Dalsumprijs voor Noorderkwartier, beste voorstelling
- 1992 Félix Europees componist van het jaar voor De Noorderlingen
- 1994 Orkater - CJP Podiumprijs voor Wie vermoordde Mary Rogers?
- 1994 Orkater - Prosceniumprijs voor Wie vermoordde Mary Rogers?
- 1996 The Moondogs - Edison-nominatie voor Diamond in the Crowd
- 1996 Gouden Kalf-nominatie vakprijs Muziek
- 2001 Gouden Kalf-nominatie vakprijs Muziek
- 2004 Orkater - NRC Publieksprijs-nominatie voor The Prefab Four
- 2004 Gouden Kalf-nominatie beste filmmuziek Polleke
- 2006 Gouden Kalf-nominatie beste filmmuziek Ober
- 2007 Gouden Kalf beste filmmuziek Kicks
- 2019 Zilveren Condor Best Music (Arg.) nominatie voor Rojo (Benjamin Naishtat)
- 2019 Buma Award (NL) beste filmmuziek voor Rojo.
- 2020 EYE Documentary Award (USA) best music The Mole Agent (Maite Alberdi)
- 2021 Buma Award (NL) nominatie beste tv-muziek  Klassen (Sarah Sylbing, Ester Gould)
- 2022 Buma Award (NL) nominatie beste filmmuziek Het leven gaat niet altijd over Tulpen (Barbara Makkinga).
- 2023 Storytel Awards - nominatie beste Storytel Original - De Hondenuitlaatster